# سونيا ريختر
سونيا ريختر (بالدنماركية: Sonja Richter)‏ هي ممثلة دنماركية ولدت في يوم 4 يناير 1974 في مدينة إيسبيرغ في الدنمارك، بدأت التمثيل في سنة 2002 وإشتهرت بتمثيلها في فيلم قلوب مفتوحة وألذي كان من إخراج سوزان بار وترشحت لنيل جائزة بوديل وجائزة روبرت.

## روابط خارجية
- سونيا ريختر على موقع IMDb (الإنجليزية)
- سونيا ريختر على موقع قاعدة بيانات الأفلام العربية
- سونيا ريختر على موقع ألو سيني (الفرنسية)
- سونيا ريختر على موقع ميوزك برينز (الإنجليزية)
- سونيا ريختر على موقع أول موفي (الإنجليزية)
- سونيا ريختر على موقع قاعدة بيانات الأفلام السويدية (السويدية)
- سونيا ريختر على موقع ديسكوغز (الإنجليزية)
- سونيا ريختر على موقع قاعدة بيانات الفيلم (الإنجليزية)
- سونيا ريختر على موقع كينوبويسك (الروسية)